# 第一代比特侯爵約翰·斯圖亞特

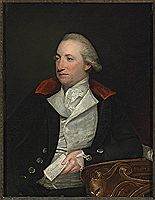
约翰·克里奇顿-斯图尔特，第一代比特侯爵

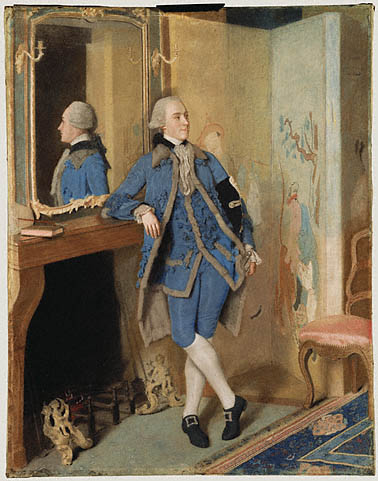
约翰·克里奇顿-斯图尔特，第一代比特侯爵

约翰·克里奇顿-斯图尔特，第一代比特侯爵（John Crichton-Stuart，1st Marquess of Bute，1744年6月30日—1814年11月16日）英国贵族，英国首相約翰·斯圖爾特，第三代比特伯爵和芒特斯图尔特女男爵玛丽·沃特利-蒙塔古之子。 
约翰·克里奇顿-斯图尔特第一次婚姻的对象是温莎子爵赫伯特·希克曼的女儿夏洛特·简·希克曼，他们生有五个孩子：
- 约翰·克里奇顿-斯图尔特，芒特斯图尔特男爵
- 夏洛特·克里奇顿-斯图尔特
- 亨利·克里奇顿-斯图尔特爵士
- 威廉·克里奇顿-斯图尔特爵士
- 乔治·克里奇顿-斯图尔特，英国海军中将

他第二次婚姻的对象是弗朗西丝·考特斯，他们生有二个孩子：
- 弗朗西丝·克里奇顿-斯图尔特
- 达德利·考特茨·克里奇顿-斯图尔特爵士

| 大不列顛貴族爵位       | 大不列顛貴族爵位           | 大不列顛貴族爵位                |
| ---------------------- | -------------------------- | ------------------------------- |
| 前任： 新爵位          | 比特侯爵 1796–1814         | 繼任者： 约翰·克里奇顿-斯图尔特 |
| 前任者： 瑪麗·斯圖爾特 | 芒特斯圖爾特男爵 1794–1814 | 繼任者： 约翰·克里奇顿-斯图尔特 |
| 前任： 新爵位          | 加地夫男爵 1776–1814       | 繼任者： 约翰·克里奇顿-斯图尔特 |
| 蘇格蘭貴族爵位         |                            |                                 |
| 前任者： 約翰·斯圖爾特 | 比特伯爵 1792–1814         | 繼任者： 约翰·克里奇顿-斯图尔特 |